# Hervé Duclos-Lassalle
Hervé Duclos-Lasalle (Pau, 24 de diciembre de 1979) es un ciclista francés que debutó como profesional en 2005 con el equipo Cofidis, en el que estuvo hasta 2009. Es el hijo del también ciclista Gilbert Duclos-Lassalle.

## Biografía
Debutando como profesional en el año 2005 Duclos-Lasalle ganó en 2008 el Gran Premio la Marsellesa. Seleccionado para correr el Tour de Francia 2008 por primera vez, se cayó en el punto de avituallamiento de la primera etapa y tuvo que abandonar.

## Palmarés
2003
- Tour de Loir-et-Cher

2004
- 1 etapa de la Vuelta a Navarra

2008
- Gran Premio Ouverture la Marsellesa

## Resultados en las Grandes Vueltas
| Carrera         | 2005  | 2006 | 2007  | 2008 | 2009 |
| --------------- | ----- | ---- | ----- | ---- | ---- |
| Giro de Italia  | -     | -    | 103.º | -    | -    |
| Tour de Francia | -     | -    | -     | Ab.  | -    |
| Vuelta a España | 119.º | Ab.  | -     | -    | -    |

-: no participa 

Ab.: abandono

## Equipos
- Crédit Agricole Espoirs (2002-2004)
- Cofidis (2005-2009)